# Avelino Abuín de Tembra
Avelino Abuín de Tembra (Dodro, 1931-Santiago de Compostela, 2 de marzo de 2009) fue un escritor español en lengua gallega.
Estudió Filosofía y Letras en la Universidad de Santiago de Compostela y se licenció en Filología Románica. Fue profesor de enseñanza secundaria y Técnico Superior en Relaciones Públicas.
Fue el creador de los Juegos Florales de Enseñanza Media de Galicia 1963, de los cursos monográficos de Manuel Peleteiro y fundador del Patronato Pedrón de Oro, después convertido en la Fundación de Interés Gallego. Fue, también, Secretario General de la Fundación Rosalía de Castro y miembro de su Comisión de cultura desde 1965. Asimismo, fue fundador de la revista electrónica Galicia Viva. Colaboró con diversas publicaciones periodísticas y con la Radio Galega, donde presentó durante muchos años un programa dedicado a las bandas de música gallegas.

## Obra
- Camiños, 1961 (poemario)
- Home ao pairo, 1974 (poemario)
- Roldas de Compostela, 1981 (poemario)
- En las orillas del Sar de Rosalía, 1984 (antología)
- Ruta Rosaliana', 1984
- Rosalía, biografía do centenario, 1985
- Rosalía, 1987 (biografía de Rosalía de Castro)
- Obras completas de Rosalía, 1992 (antología)

## Premios
- Premio Ciudad de Carballo (1979)
- Premio Galicia de Poesía (1981)
- Premio Celso Emilio Ferreiro de poesía (1981)

- Datos: Q3398643